# Kirche Borna (Liebschützberg)

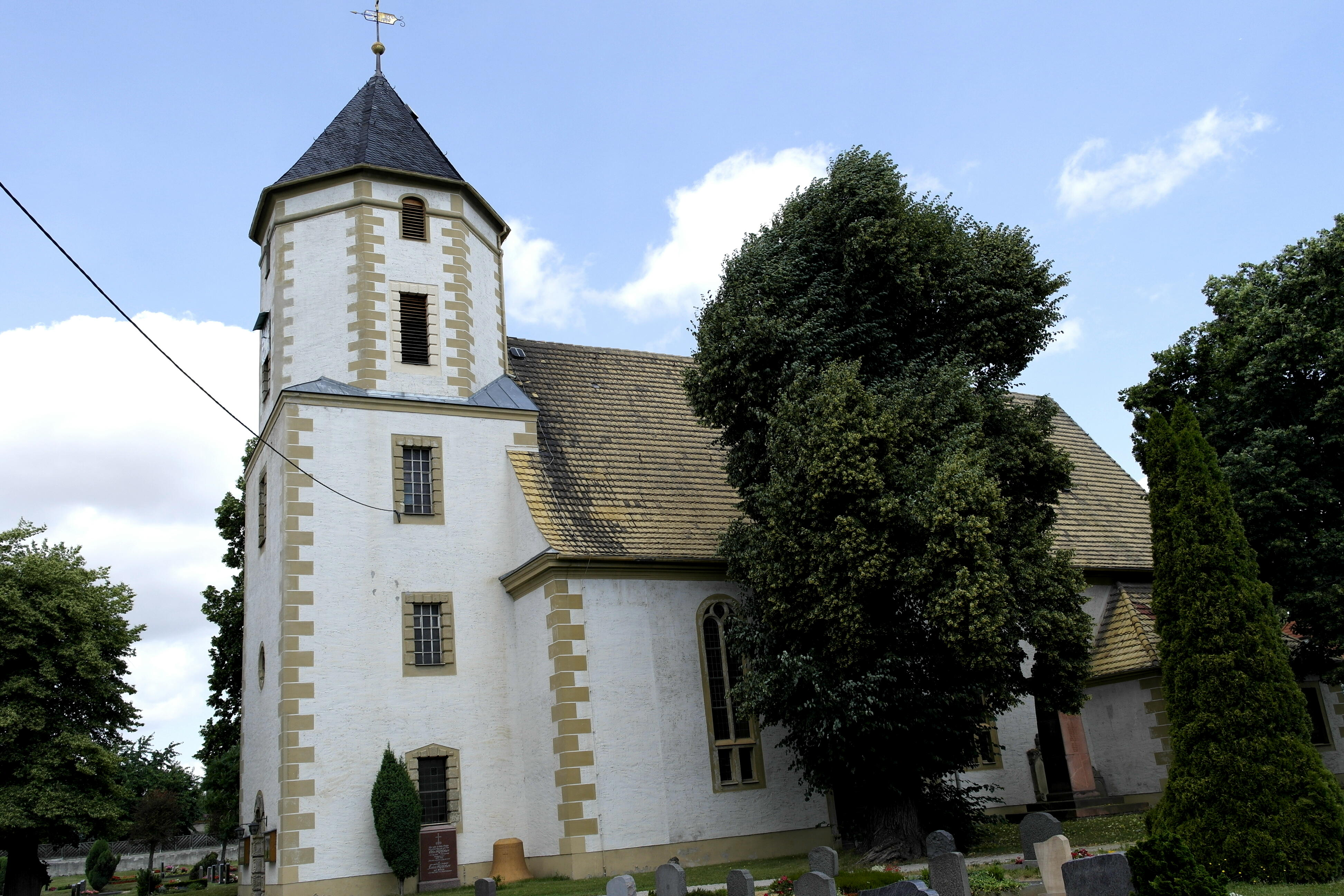
Straßenansicht

Die evangelisch-lutherische Kirche in Borna, einem Ortsteil der Gemeinde Liebschützberg im Landkreis Nordsachsen, befindet sich in dem ländlichen Gebiet zwischen Oschatz, Riesa und Strehla. Sie gehört zur Kirchgemeinde Oschatzer Land im Kirchenbezirk Leisnig-Oschatz der Evangelisch-Lutherischen Landeskirche Sachsens.

## Vorgängerkirche
In einer Urkunde des Markgrafen Otto vom 2. August 1185 wird erstmals der Ort Borna mit einem Herrensitz genannt. Der Name geht aus dem Begriff Siedlung am Quellwasser (Born) hervor. Um 1228 wurde der Ort als castrum (in castro dapiferi) urkundlich genannt, und ab dem Jahr 1551 ist ein Rittergut nachweislich genannt.
Eine Ursprungskirche war bereits im 13. Jahrhundert vorhanden, an einer Christusfigur aus Sandstein ist die Zahl MCCLIIII (1254) eingemeißelt. Die Art und Darstellung der Bearbeitung lässt diese Zeit vermuten. Diese 64 cm hohe Sandsteinskulptur, Christus als Schmerzensmann, wurde in einer Nische mit in die neue Kirche übernommen. Vermutlich erfolgten einige Umbauten, um den jeweiligen Bedürfnissen gerecht zu werden.
Nach der Einführung der Reformation wurde um 1550 eine neue Kanzel angeschafft, die somit eine der ältesten in Sachsen ist. Auf ihr befinden sich Darstellungen des jugendlichen Jesus Christus im Tempel. Der Chorabschluss wurde um 1605 angebaut. Im Jahr 1606 wurde wiederum umgebaut und 1611 der heutige Kirchturm begonnen. Die Vollendung wurde durch eine Pestepidemie und den Dreißigjährigen Krieg verzögert.

## Baugeschichte

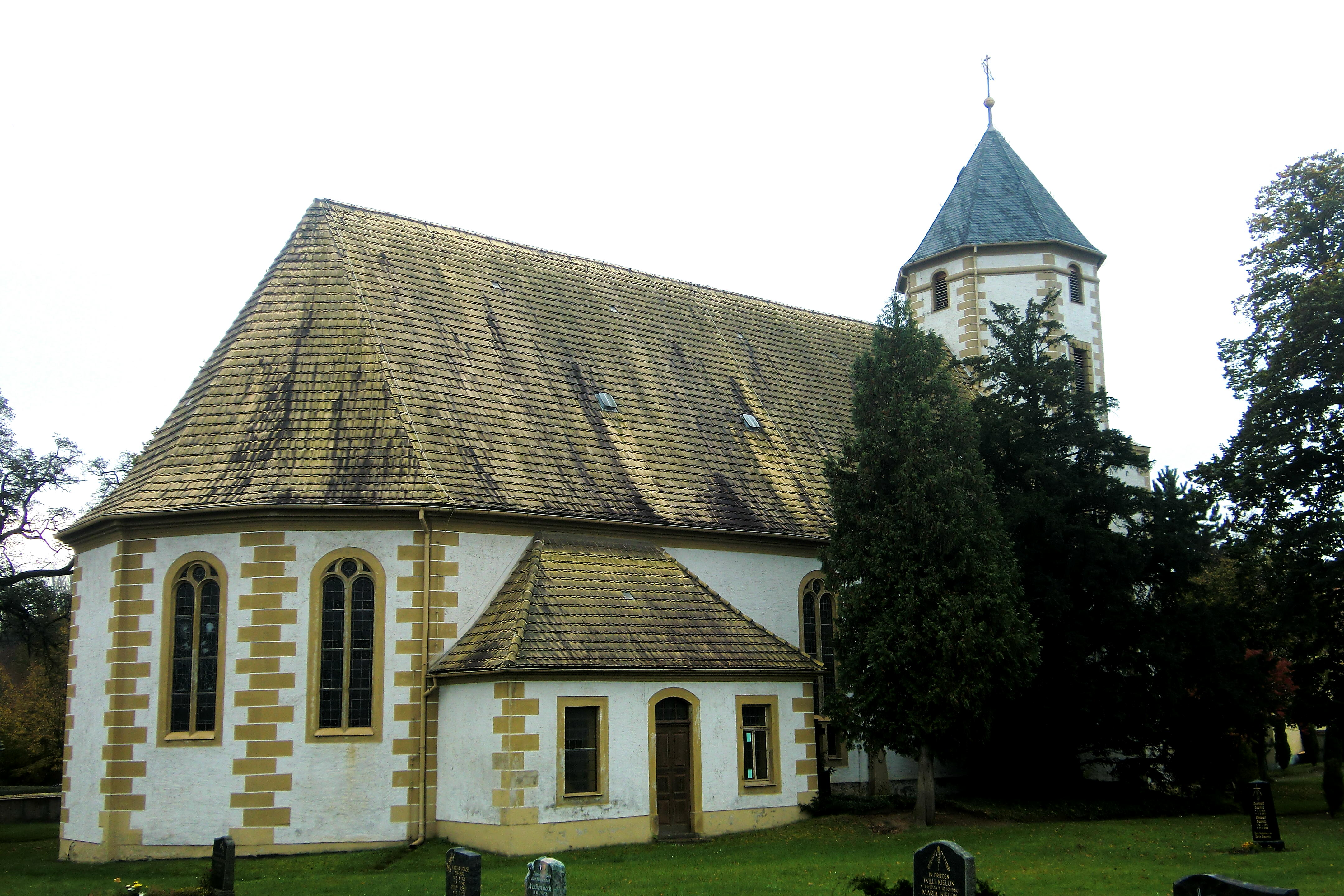
Außenansicht

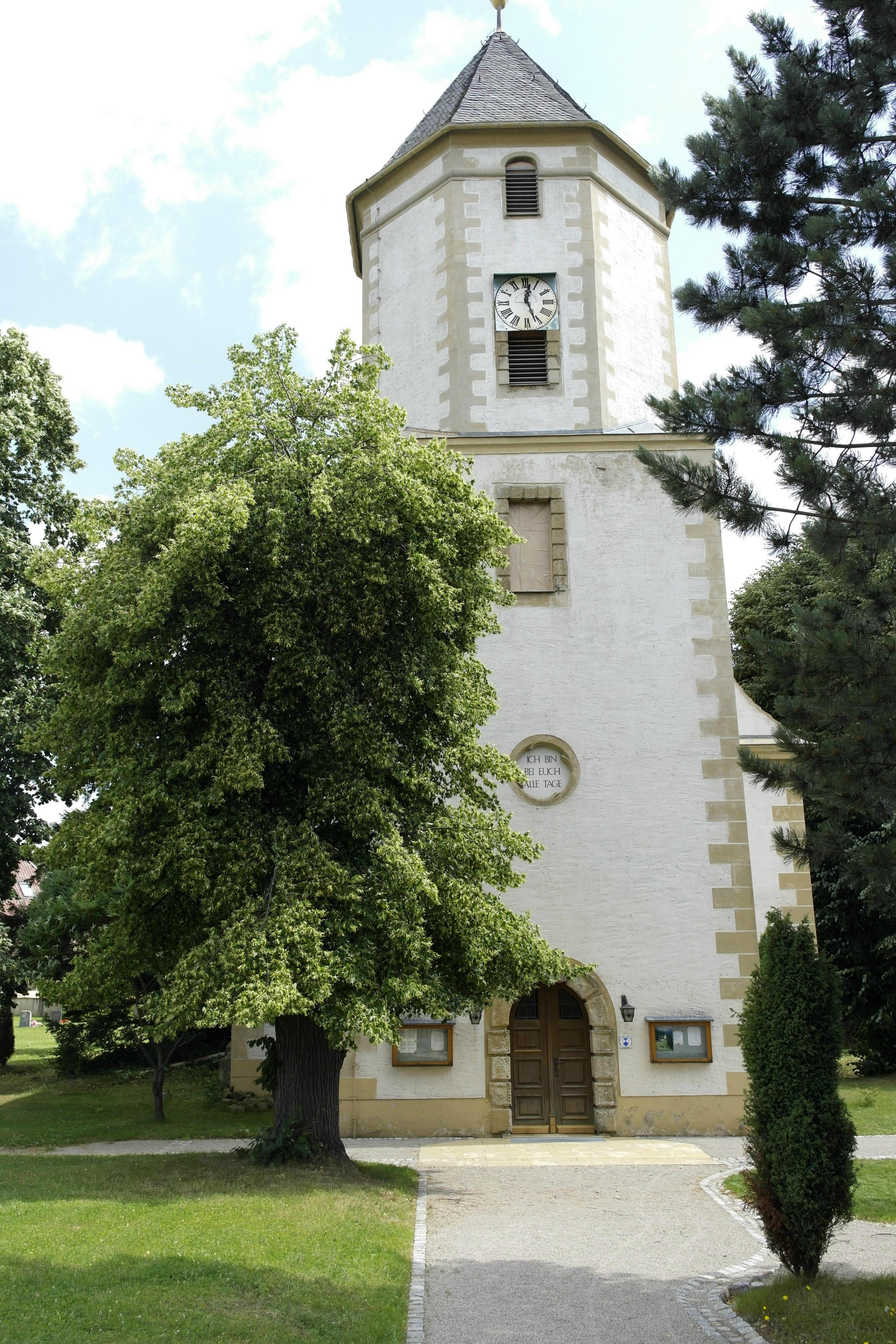
Turmansicht

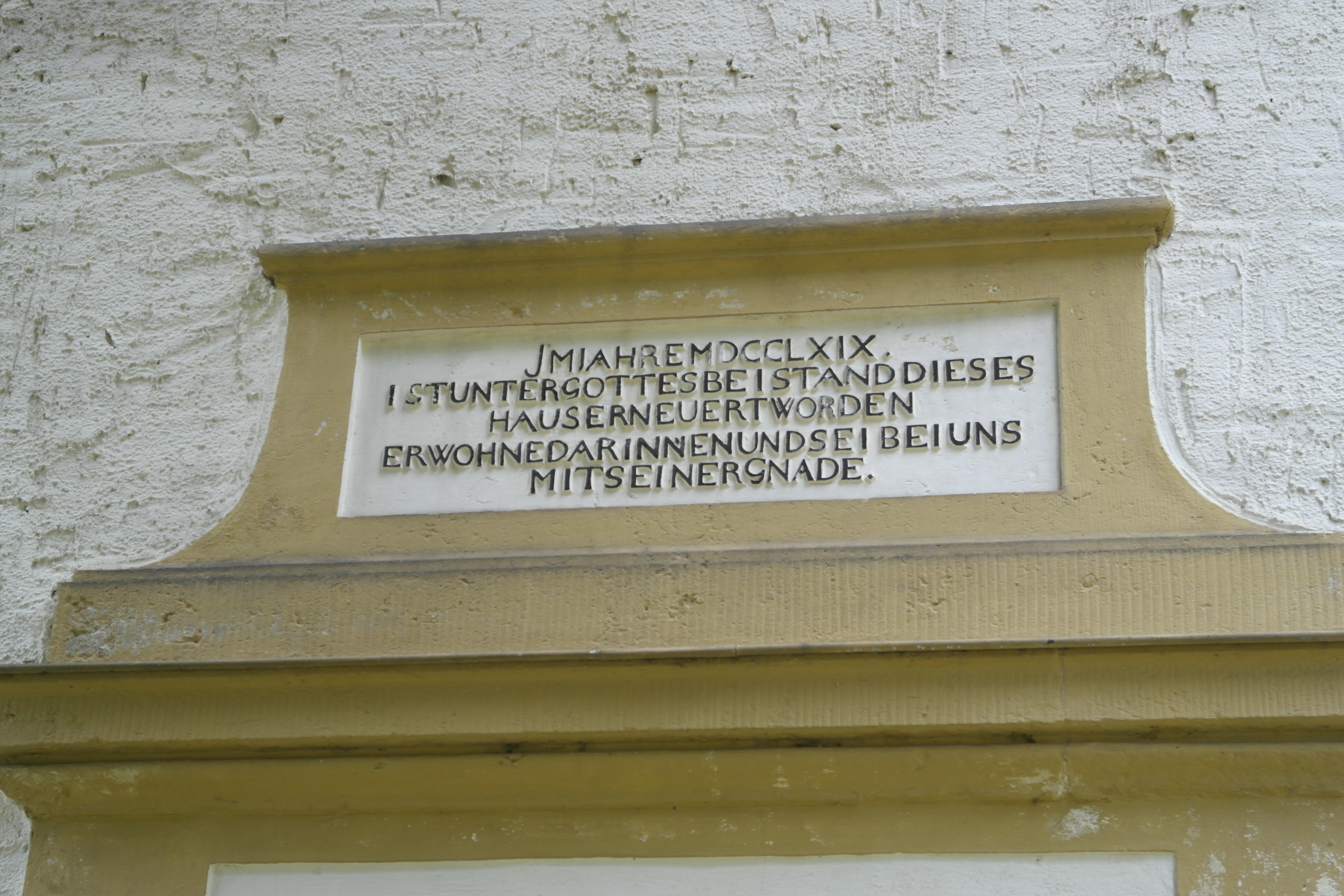
Inschrift über der Eingangstür

Im Jahr 1769 wurde die inzwischen baufällig gewordene Kirche einem Neubau gleich wiederum erneuert. Eine über dem südlichen Eingang befindliche Tafel erinnert: Im Jahre MDCCLXIX ist unter Gottes Beistand dieses Haus erneuert worden. Er wohne darinnen und sei bei uns mit seiner Gnade. Die Saalkirche ist aus Naturstein und gebrannten Ziegelsteinen gemauert.  An den Längsseiten befinden sich je drei langgezogene Rundbogenfenster mit Maßwerk im gotischen Stil. Jeweils zwei Fenster rechts und links hinter dem Altar geben ausreichend Licht in den Kirchenraum. Der einfache, fast quadratische Turm, ab der halben Dachhöhe als Achteck hergestellt, wurde im Jahr 1750 mit einer vergoldeten Wetterfahne ausgestattet.
Am 27. November des Jahres 1769 wurde der Kirchenneubau eingeweiht. Aus dieser Zeit stammen die Emporen auf drei Seiten, dazu zwei Patronatslogen. Letztere waren für die Rittergutsbesitzer aus Borna, derer von Byern und gegenüber derer von Schönberg, Rittergutsbesitzer aus Bornitz, vorbehaltene Ehrenplätze. Der Chor bildet mit seiner innen gerundeten  Form und außen einem halben Zehneck den östlichen Abschluss der Saalkirche. In den 1980er Jahren erfolgte eine umfassende Außensanierung.

## Kircheninneres
Der Kirchenraum ist schlicht gehalten. Weder Decke und Wände sind bemalt oder farblich gestaltet. Der warme Farbton des Inneren rührt von den teils bunt verglasten Maßwerkfenstern und dem Gestühl aus Eichenholz her. Die Fensterverglasung stammt aus der Zeit um 1900 und stellt die vier Evangelisten dar. Ein Fenster in einer Seitenloge ist dem Reformator Martin Luther gewidmet. Vor dem Altar befindet sich ein sechseckiger Taufstein aus Sandstein, gefertigt mit einer Marmorabdeckung, gestiftet derer Dietrich von Schleinitz, Rittergutsbesitzer von Bornitz. Der Sockel wurde mit Engelsköpfen und floralen Ornamenten bildhauerisch gestaltet. Am Becken sind sechs Tafeln mit inhaltlich auf die Taufe bezugnehmenden Texten gestaltet.
Der Altar ist gleichzeitig ein Grabdenkmal. Der Rittergutbesitzer Innocentius Starschedel (geboren um 1543 und verstorben um 1605) war der Stifter des Altares, der zugleich seine Grabstätte ist. Er stammt mit hoher Wahrscheinlichkeit von dem Dresdner Bildhauer Michael Walther oder seinem Bruder Christoph Walther IV, beide Schüler aus der Bildhauerschule des Dresdner Hofbildhauers Nosseni. Deutlich erkennbar sind die verschiedenen Materialien, roter und schwarzer Wildenfelser Marmor, Alabaster aus Weißensee, ein bunter Kalkstein unbekannter Herkunft und Serpentinit. Dargestellt wird das Abendmahl, die Himmelfahrt Christi und verschiedene Heiligenfiguren. Den krönenden Abschluss bildet ein Posaune blasender Engel. Umrahmt wird der Altar mit den Darstellungen der vier Evangelisten: Matthäus mit den Menschen, Markus mit einem Löwen, Lukas mit einem Stier und Johannes mit einem Adler.
An den hellen Wänden befinden sich mehrere Bilder von Pfarrern und Gutsherren aus vergangener Zeit. An der linken Längswand befindet sich ein zirka zwei Meter hoher Gedenkstein aus Sandstein von Hans Wolf von Schönberg († 1712) und seiner Frau Isabella, geborene Freiin von Neydegg.
Eine geschichtliche Besonderheit besitzt die Kirche, zwei mit einer Kette verbundenen Handschellen prangen an der Bornaer Patronatsloge. Mit diesen wurde der Bornaer Rittergutsbesitzer Otto Christian von Schönberg während des Siebenjährigen Krieges über zehn Monate in preußischer Gefangenschaft gehalten, bevor er in ein anderes Verlies kam. Die dazu gehörige Inschrift: In bängster Kerker-Nacht 10 Monden mein Geschmeide, des längsten Siechthums Quell, und doch mir Stolz und Freude – weil ich für König, Recht und Vaterland euch trug – Euch Ketten weih ich hier. – Weckt ihr in einem Herzen nur ächten Sachsen-Muth; so seid für tausend Schmerzen ihr mir des Lohnes überg’nug. Hintergrund war die Gefangennahme des Otto Christian von Schönberg 1757 in Dresden und die Verbringung in die unterirdischen Kerker des Gefängnisses Spandau. Der Gutsherr führte die geheime Korrespondenz des Kurfürsten Friedrich Christian von Sachsen und kam erst nach dem Frieden von Hubertusburg im Jahr 1763 frei. Für seine erlittenen Drangsale wurde er vom Kurfürsten mit der Verleihung der Würde eines erblichen Oberschenk(en) bedacht.
In der Zeit von 2006 bis 2007 wurde eine umfangreiche Innensanierung ausgeführt. Am 9. September 2007 fand die erneute Einweihung statt.

## Orgel
Eine Orgel war bereits vor 1778 vorhanden, sie wurde von einer einmanualen Orgel mit acht Registern ersetzt. In der Zeit von 1900 bis 1901 wurde eine neue Orgel der Firma Jehmlich aus Dresden mit achtzehn Registern auf zwei Manualen und pneumatischer Registratur eingebaut. Der Orgelprospekt mit Gestaltung im Jugendstil entstand ebenfalls in dieser Zeit.

## Geläut
Das Geläut von der Vorgängerkirche ist unbekannt. Im Jahr 1696 stellte der Glockengießer Michael Weinhold (1662–1732) aus Dresden drei Bronzeglocken her, die ab dem Jahr 1697 läuteten. Um 1817 wurde die mittlere Glocke vom Dresdner Glockengießer August Otto (1770–1818) wegen eines Schadens umgegossen. Die festliche Glockenweihe fand am 10. Juni 1905 unter großer Anteilnahme statt. In den beiden Weltkriegen wurden jeweils die Glocken beschlagnahmt. Auch die drei Bronzeglocken, von der Glockengießerei Schilling aus Apolda um 1905 hergestellt, wurden 1917 zur Metallspende für Rüstungszwecke mit Entschädigungszahlung abgegeben. Im Jahr 1905 entstand auch der stählerne Glockenstuhl, der 2009 durch einen hölzernen ersetzt wurde.
Das gleiche Schicksal wiederholte sich mit den neuen, 1927 gegossenen und zum Pfingstfest desselben Jahres geweihten Bronzeglocken, diese wurden 1942 für Rüstungszwecke von der Kreishandwerkschaft Oschatz beschlagnahmt. Nur die mittlere Glocke blieb im ebenfalls erneuerten Glockenstuhl hängen.
Im Jahr 1957 wurden bei der Glockengießerei Otto Schilling und Gottfried Lattermann in Morgenröthe-Rautenkranz im Vogtland (Firmensitz in Apolda) das neue Geläut aus Stahlhartguss hergestellt. Gleichzeitig entstanden für die Stahlgussglocken neue gekröpfte Glockenjoche, um den Glockenstuhl und das Mauerwerk des Turmes von den auftretenden Schwingungskräften zu entlasten. Die verbliebene mittlere Bronzeglocke wurde 1959 an die Gemeinde Striesen bei Großenhain abgegeben. Die neuen Stahlglocken mit dem Ton g′, b′ und c′, trugen die Namen Friede, Barmherzigkeit und Gnade. Die festliche Weihe des Stahlgussgeläutes fand am 28. September 1958 statt. Im Jahr 1983 wurde ein elektrisches Läutewerk installiert. Bis zum Läuteverbot im Jahr 2005 erklangen die Glocken und läuteten am 1. März zum letzten Mal. Ein Glockensachverständiger hat Verschleißerscheinungen am Glockenstuhl und einen Abriss im Joch, welches die große Glocke trug, festgestellt.
So beschloss im gleichen Jahr der Kirchenvorstand eine Neuanschaffung von drei Bronzeglocken und einem hölzernen Glockenstuhl. Am 3. September begann eine offizielle Spendensammlung für das neue Geläut. Im Jahr 2006 war bereits eine beträchtliche Summe an Spendengeldern eingegangen. Mit Sonderkonzerten und Festveranstaltungen (Glockenfest, „Gewerbefrühling“) wurden die Spendenaktionen unterstützt. Im März 2007 stellte der Kirchenvorstand den Bauantrag bei der Evangelisch-Lutherischen Landeskirche Sachsens. Im Juni wurde dem Antrag mit einer in Aussicht gestellten Baubeihilfe stattgegeben.
Der Kirchenvorstand reichte am 29. Januar 2009 einen weiteren Bauantrag auf Grund der höheren Beschaffungskosten der Bronzeglocken und des erweiterten Bauumfanges ein. Am 14. November 2008 wurde die kleinere Glocke in Lauchhammer gegossen und die anderen beiden bis 30. November hergestellt. Der neue Glockenstuhl und alle anderen Zimmererarbeiten wurde von der Schönnewitzer Zimmerei Rudolph angefertigt. Mit der Glockenmontage wurde die Heidenauer Firma Glockenläute- und Elektroanlagen GmbH betraut.
Das neue Geläut traf am 25. Februar 2009 in Borna ein und wurde mit einem feierlichen Festumzug und einer Andacht am 1. März 2009 sowie einem letztmaligen Läuten der Stahlgussglocken begrüßt. Nach erfolgter Montage der neuen Glocken fand am 12. April 2009 die festliche Glockenweihe und das erstmalige Läuten statt.
Das erste Geläut, hergestellt für 4340,98 Mark von der Firma Franz Schilling in Apolda, der Nachguss 1927 kostete 5838,00 Mark:
| Nr. | Name                                     | Gussdatum | Gießer                                    | Durchmesser (mm) | Masse (kg) | Schlagton |
| --- | ---------------------------------------- | --------- | ----------------------------------------- | ---------------- | ---------- | --------- |
| 1   | Kleine Glocke, Lasset die Kindlein . . . | 1905      | Glockengießerei Franz Schilling in Apolda |                  | 298        | b′        |
| 2   | Mittlere Glocke, Kommet her zu mir       | 1905      | Glockengießerei Franz Schilling in Apold  |                  | 585        | g′        |
| 3   | Große Glocke, Ehre sei Gott in der Höhe  | 1905      | Glockengießerei Franz Schilling in Apold  |                  | 1204       | es′       |

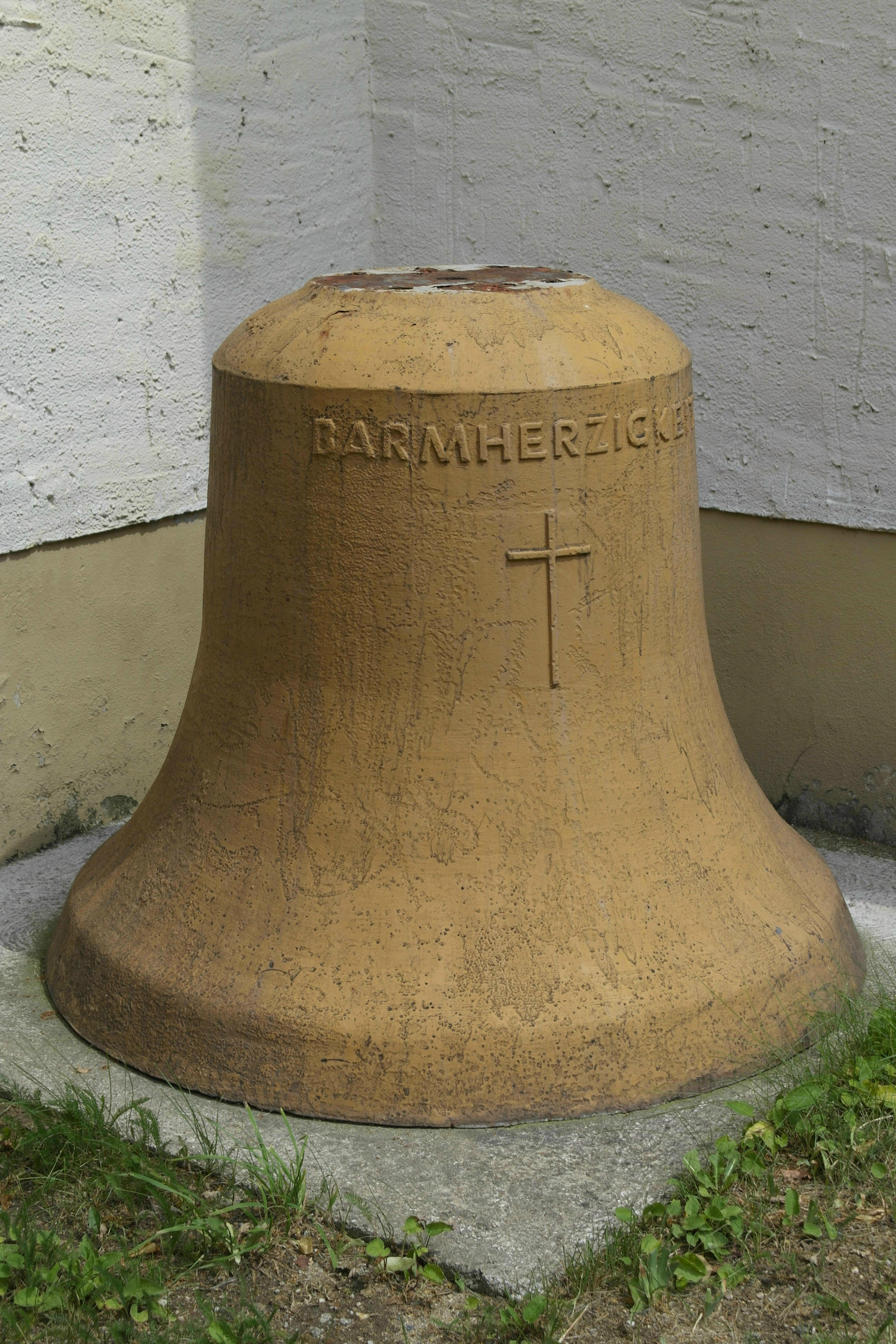
Stahlgussglocke Barmherzigkeit

Die im Jahr 1957 hergestellten Stahlgussglocken für 3810,00 Mark:
| Nr. | Name                         | Gussdatum | Gießer                                 | Durchmesser (mm) | Masse (kg) | Schlagton |
| --- | ---------------------------- | --------- | -------------------------------------- | ---------------- | ---------- | --------- |
| 1   | Kleine Glocke, Gnade         | 1957      | Glockengießerei Schilling & Lattermann |                  | 380        | c′        |
| 2   | Mittlere Glocke, Friede      | 1967      | Glockengießerei Schilling & Lattermann |                  | 530        | b′        |
| 3   | Große Glocke, Barmherzigkeit | 1957      | Glockengießerei Schilling & Lattermann |                  | 920        | g′        |

Im Jahr 2009 wurden die Stahlglocken durch neue Bronzeglocken ersetzt. Das neue Geläut wurde am 12. April 2009 zum Osterfest feierlich geweiht. Alle Glocken tragen symbolisiert zudem ein Kreuz, die Jahreszahl 2008 und die Inschrift Kirche Borna.

Die neue Bronzeglocken

| Nr. | Name                                  | Gussdatum         | Gießer                      | Durchmesser (mm) | Masse (kg) | Schlagton | Inschrift                 | Symbol                   |
| --- | ------------------------------------- | ----------------- | --------------------------- | ---------------- | ---------- | --------- | ------------------------- | ------------------------ |
| 1   | Kleine Glocke, Tauf- und Segensglocke | 14. November 2008 | Glockengießerei Lauchhammer | 720              | 224        | -         | Komm Herr segne uns       | Taube                    |
| 2   | Mittlere Glocke, Betglocke            | 21. November 2008 | Glockengießerei Lauchhammer | 830              | 368        | -         | Der Herr ist mein Hirte   | Brot und Kelch           |
| 3   | Große Glocke, Festglocke              | 28. November 2008 | Glockengießerei Lauchhammer | 1030             | 636        | -         | Ehre sei Gott in der Höhe | Buch mit Alpha und Omega |

## Gemeinde

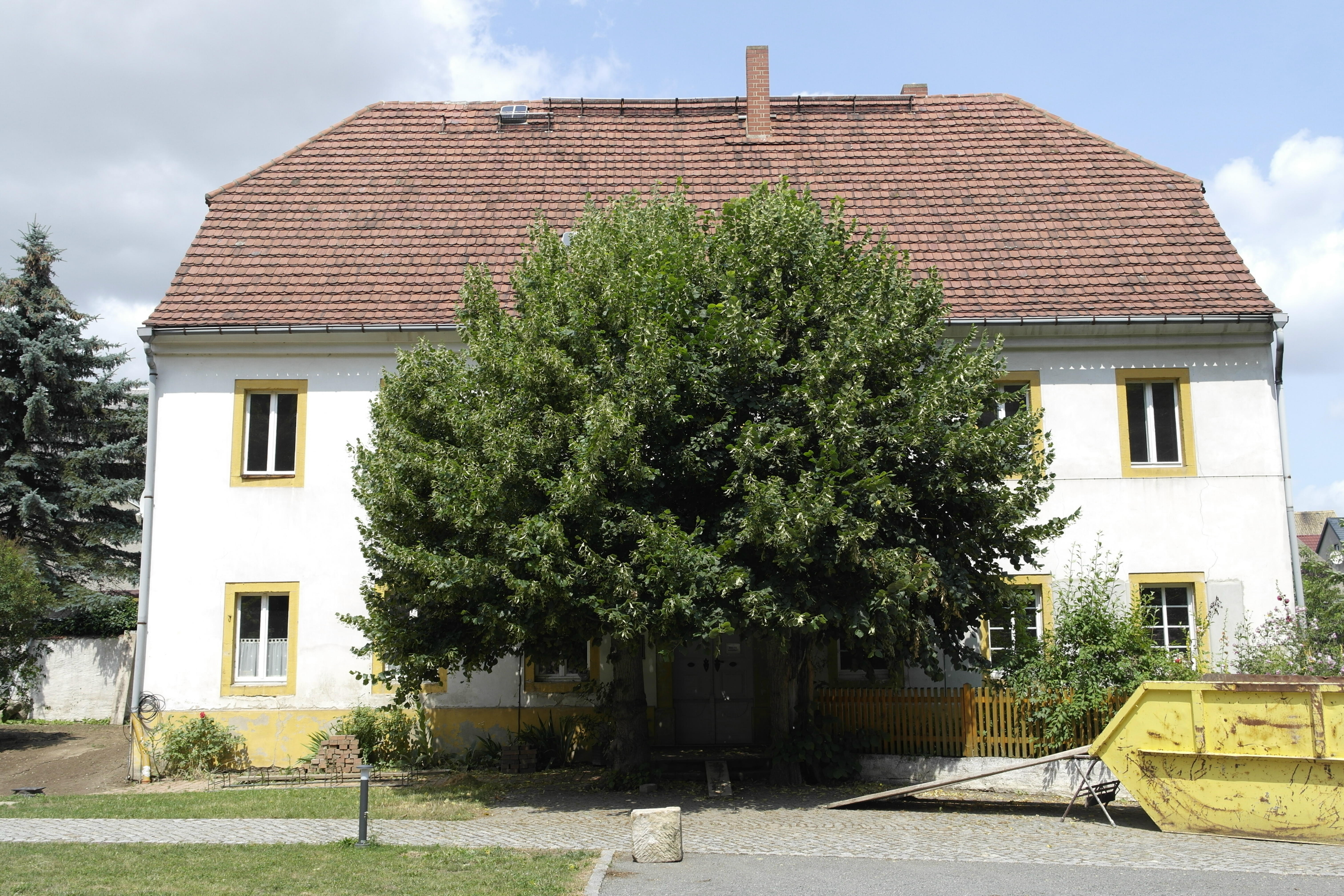
Borna-Liebschützberg Pfarramt

Die Kirchgemeinde Borna, wozu auch Bornitz, Schönnewitz und Wadewitz gehörten, bildete mit Canitz (seit 1931) und Ganzig (seit 1971) ein gemeinsames Kirchspiel. 2011 kamen auch die Kirchen in 
Zaußwitz, Wellerswalde, Terpitz, Liebschütz und Schmorkau dazu. Seit 2020 gehört Borna zur Kirchgemeinde Oschatzer Land im Kirchenbezirk Leisnig-Oschatz der Evangelisch-Lutherischen Landeskirche Sachsens.
Neben einer Jungen Gemeinde ist die Kirche auch über den „Kirchenradwanderweg“ in Sachsen erreichbar. Am 21. September 2014 feierte der  Posaunenchor Borna sein 40. Jubiläum, weiterhin finden in der „Kulturscheune“, der ausgebauten Pfarrscheune Borna, regelmäßige Kulturveranstaltungen statt.

## Bildergalerie

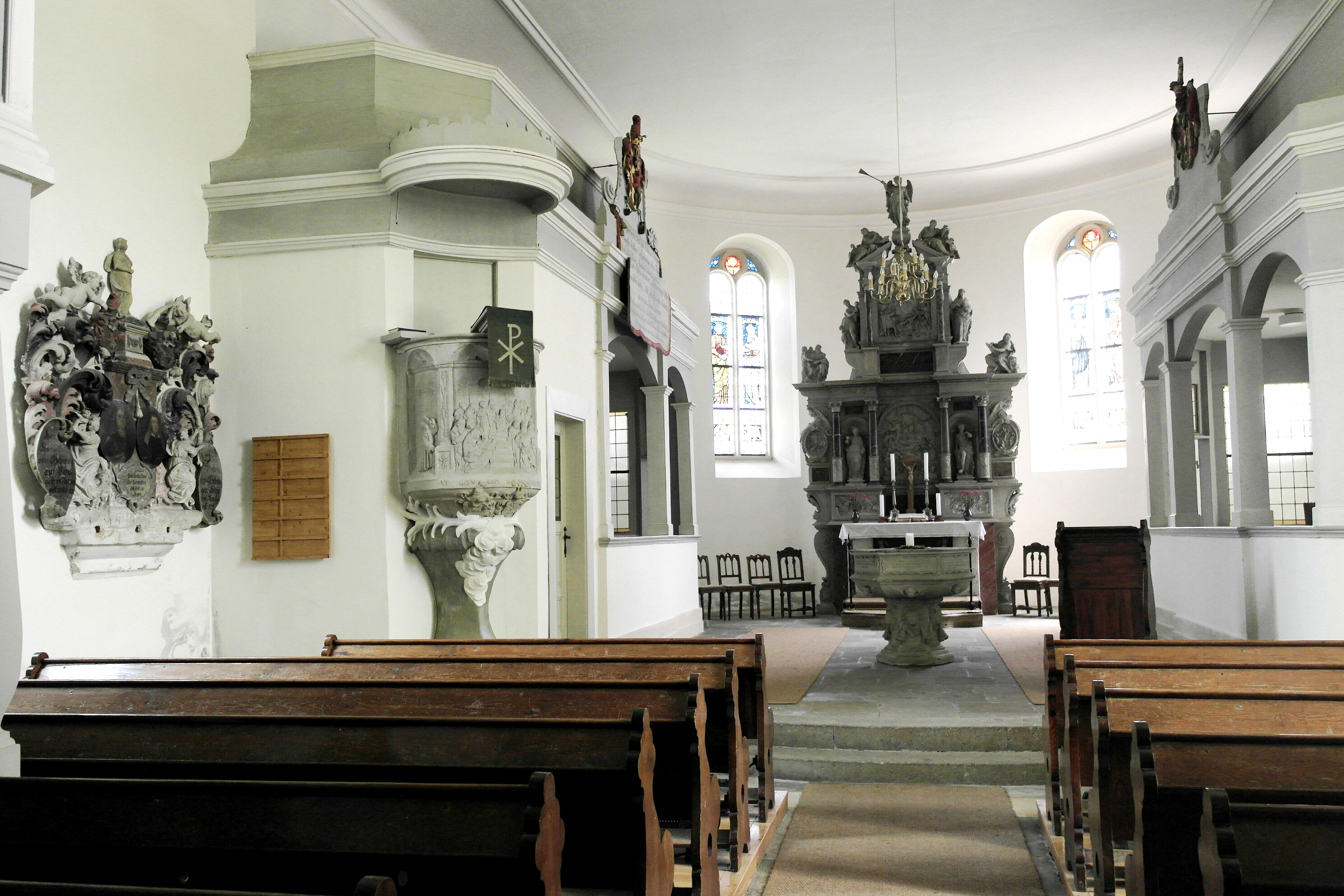
Innenansicht
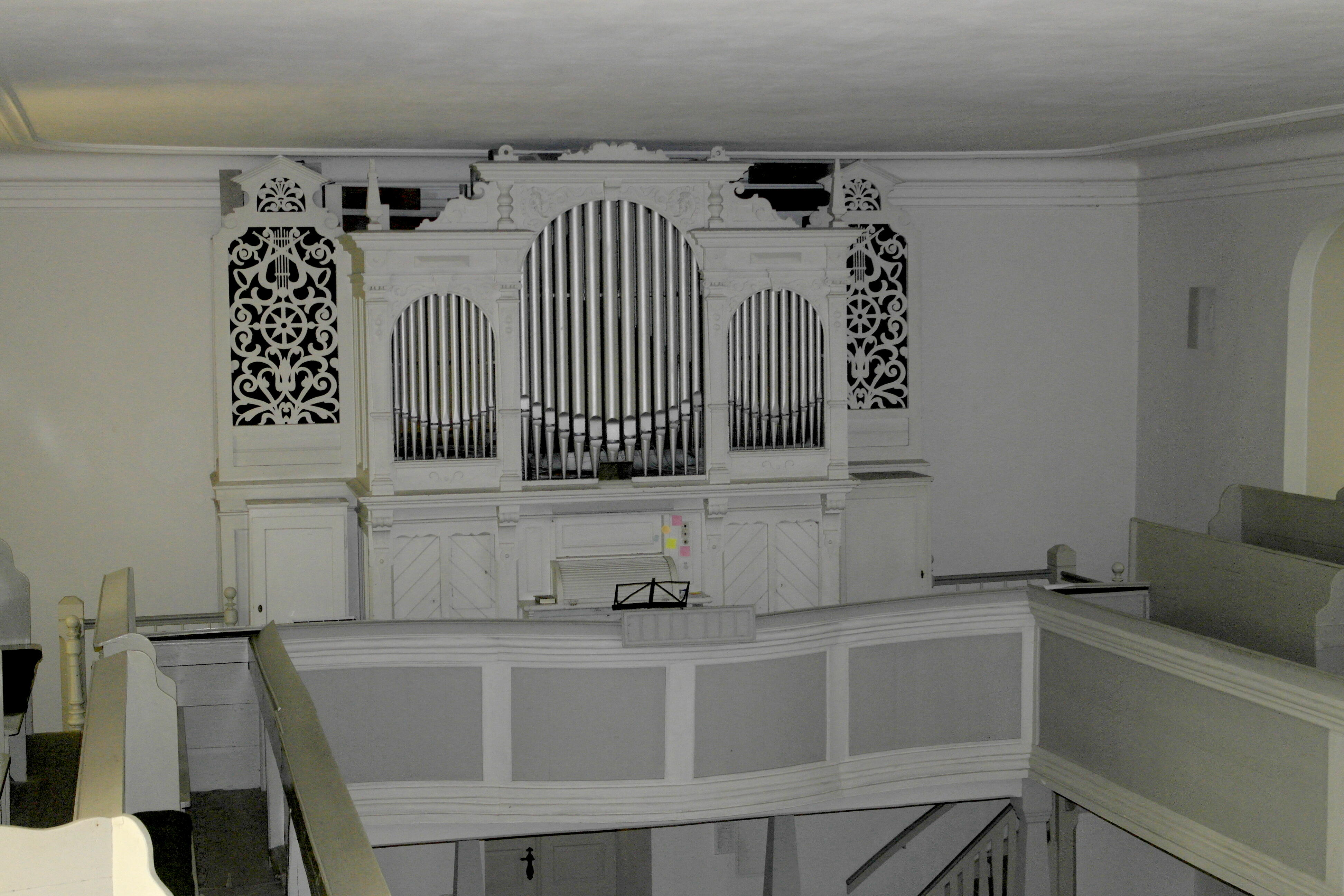
Orgel
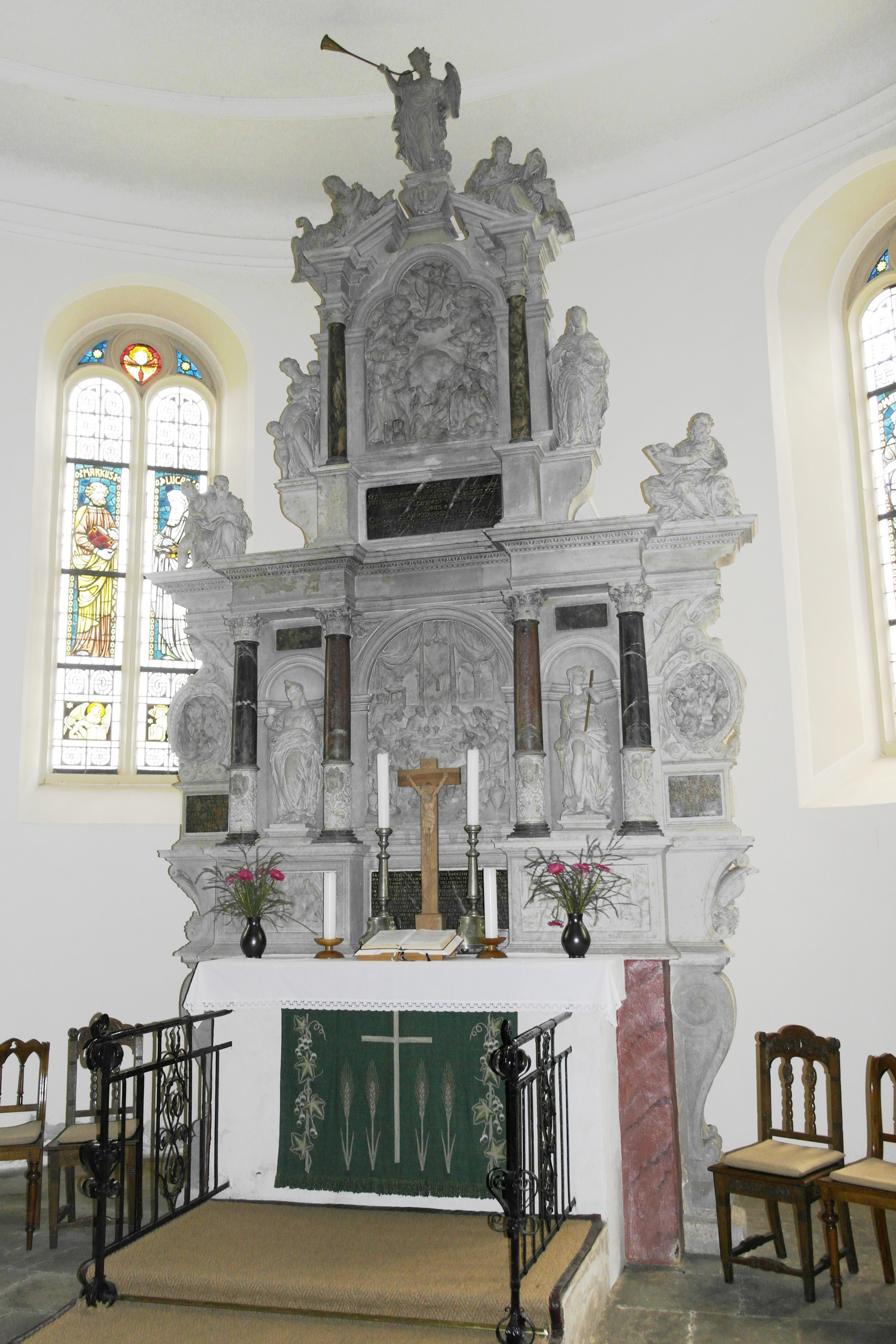
Altar
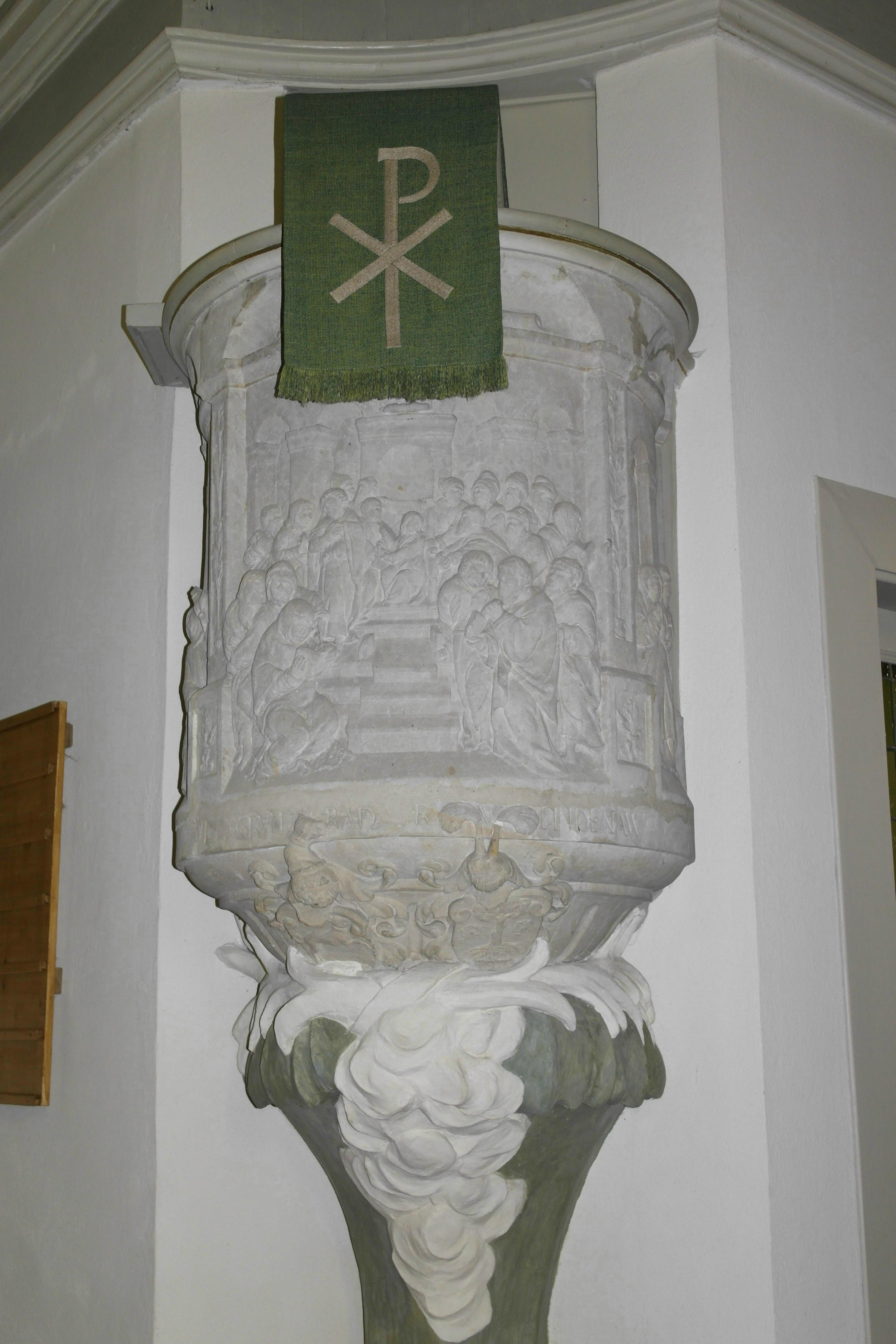
Kanzel
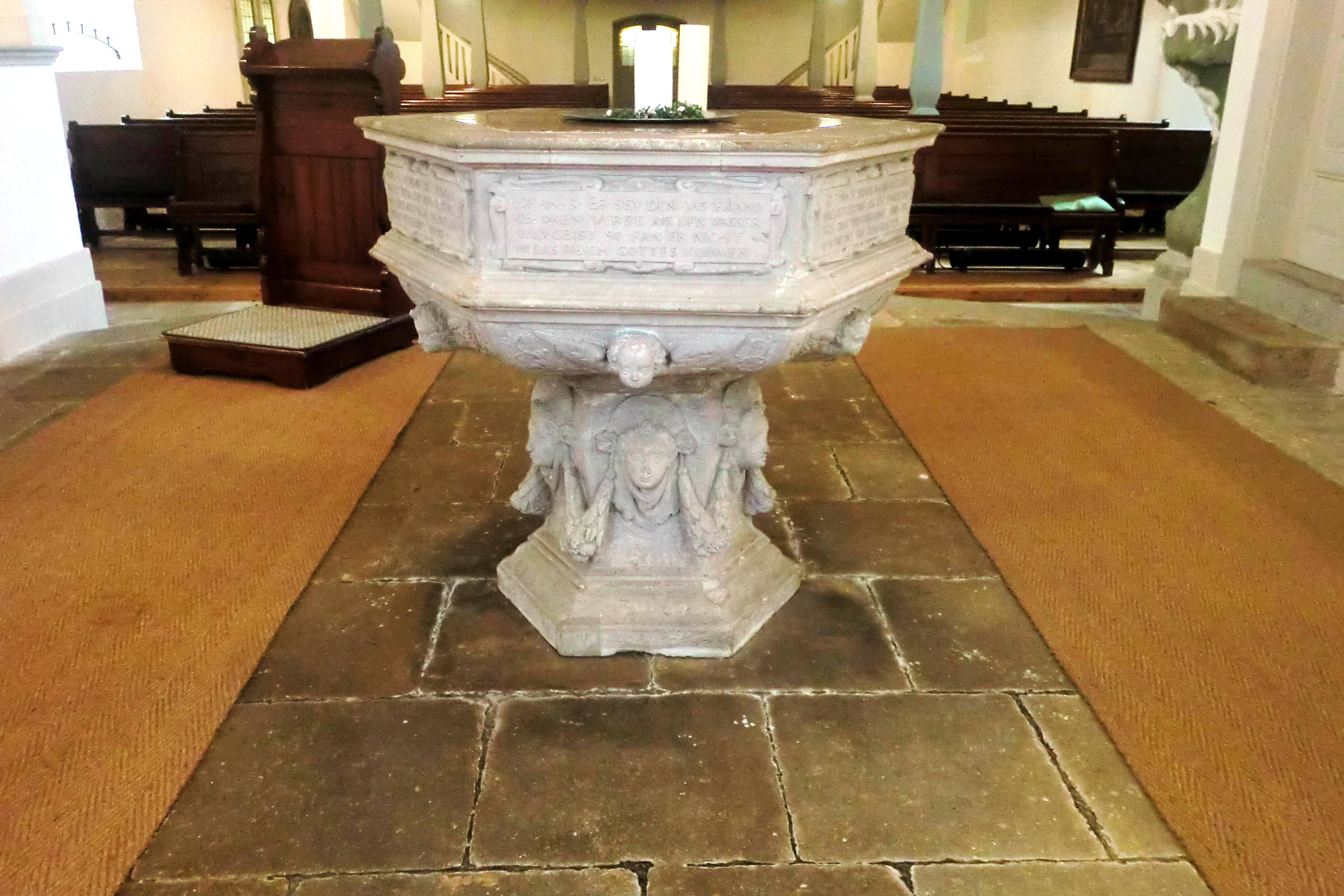
Taufstein
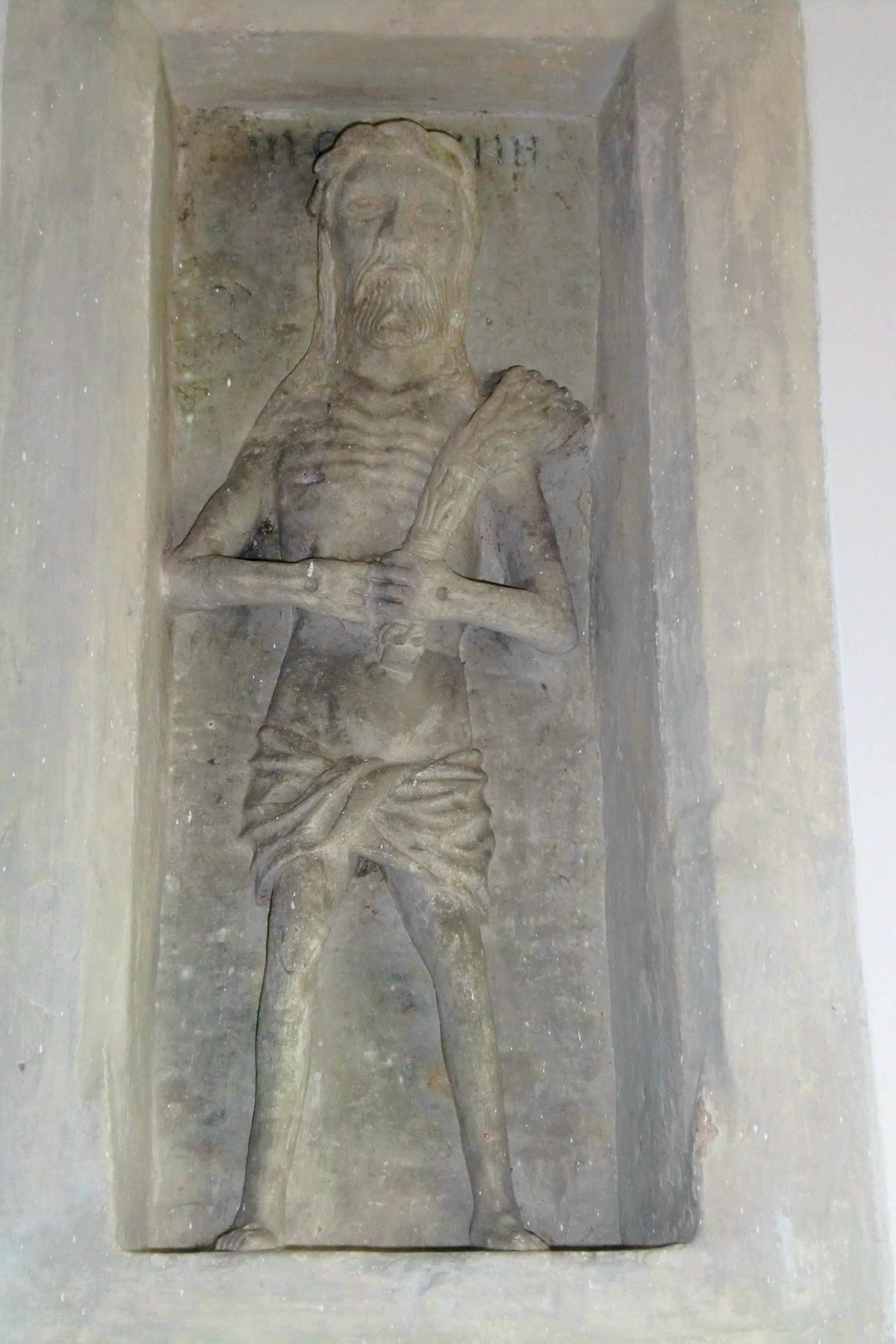
Schmerzensmann